# Acanthodelta distriga
Acanthodelta distriga là một loài bướm đêm trong họ Noctuidae.